# That Darn Priest
"That Darn Priest" ("Maldito Padre" em português) é o último episódio da oitava temporada de Two and a Half Men e que conta com a última aparição do ator Charlie Sheen na série. Este episódio primeiramente seria o décimo sexto de vinte e cinco episódios no total dessa temporada, porém, ela foi reduzida por conta de vários problemas que envolveram Charlie Sheen. Três semanas após a exibição desse episódio, Sheen é demitido da série.

## Sinopse
Alan (Jon Cryer) vai a igreja confessar seus pecados, após retirar muito dinheito de Charlie (Charlie Sheen), Herb (Ryan Stiles), Evelyn (Holland Taylor) e Berta (Conchata Ferrell). Porém, quando o padre diz a ele contar a família tudo o que fez, ele se recusa a fazê-lo. Enquanto isso, Charlie está cansado em ter que namorar escondido Rose (Melanie Lynskey) com medo que seu marido volte pra casa. Para a alegria de Rose, Charlie sugere que os dois passem o fim de semana fora. Já Alan continua "vendo" o seu lado ruim o atiçando a retirar mais dinheiro de sua família. Ele resolve contar a verdade a Charlie, mas este conta que Rose está disposta a doar mais dinheiro, e então, Alan volta atrás e resolve continuar mentindo.
Alan manda Rose investir, mas leva um susto quando ela aparece em seu trabalho. Rose descobre a farsa de Alan, que usava todo o dinheiro doado para seu bem próprio, e não como de início, que seria iniciar um novo negócio de trabalho. Alan teme que Rose o chantageie, portanto, ele a chantageia primeiro dizendo que dirá ao seu marido que ela está o traindo. Já na casa de Rose, Alan descobre que o marido dela, Manny, não passava de um manequim e que ela estava enganando Charlie. Rose diz a Alan que dá todo o dinheiro que quiser a favor de seu silêncio, porém ele se recusa em manter Rose enganando Charlie. Alan leva outro susto quando Berta cobra o que ele estava devendo e quando o "Alan ruim" reaparece mandando ele considerar a proposta de Rose, Charlie chega em casa dizendo que vai pedir Rose em casamento em Paris. Charlie e Rose vão embora, e Alan após receber o dinheiro dela, finalmente paga todos a quem estava devendo. Por fim, Alan descobre que além de ter um lado ruim, também tem um lado mais light, que é ele com trajes de mulher.

## Produção
Em Janeiro de 2011, foi divulgado que Charlie Sheen teria ido a uma festa em Las Vegas e, no dia seguinte, perdido as gravações de Two and a Half Men. Ainda em Janeiro, Sheen é levado a um hospital após sentir fortes dores abdominais durante uma festa, sendo que ele admitiria mais tarde que a festa estava regada a cocaína. Após deixar o hospital, Sheen deu entrada em uma clínica de reabilitação e com isso, as gravações da série foram suspensas, devendo retornar apenas no final de Fevereiro. No dia 24 de Fevereiro de 2011, a CBS decidiu não retomar as gravações da oitava temporada, após Sheen, em um programa de entrevistas, insultar o criador da série, Chuck Lorre. No dia 7 de Março de 2011, a Warner Bros. anunciou oficialmente a demissão do ator Charlie Sheen.
No dia 13 de Maio de 2011, a Warner oficialmente contrata o ator Ashton Kutcher para substituir Sheen, não para ser Charlie Harper, mas sim um outro personagem que fará parte do elenco principal.

## Repercussão
Esse episódio teve baixa audiência, em comparação a outros episódios dessa mesma temporada.